# استملاك النفط المكسيكي

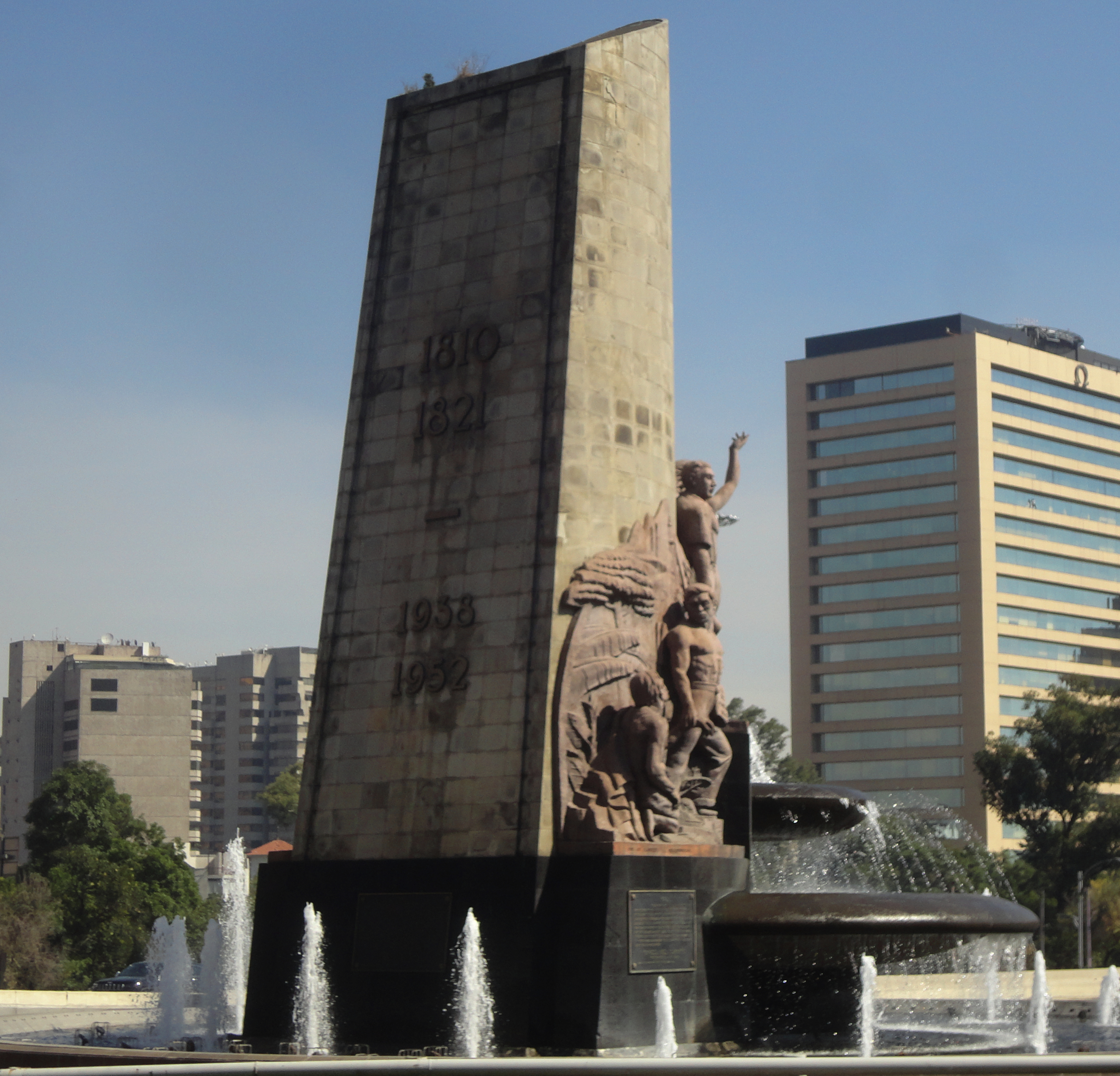
نافورة البترول - مدينة مكسيكو

استملاك النفط المكسيكي هي العملية التي جرى بموجبها تأميم جميع احتياطيات النفط والمرافق وشركات النفط الأجنبية في المكسيك بتاريخ 18 مارس 1938. وفقًا للمادة رقم 27 من دستور عام 1917، أعلن الرئيس المكسيكي، لازارو كارديناس أن ملكية جميع احتياطيات المعادن والنفط الموجودة داخل المكسيك تعود إلى «الدولة»، أي الحكومة الاتحادية. أنشأت الحكومة المكسيكية شركة النفط المملوكة للدولة، بتروليوس مكسيكانوس، والمعروفة باسم بيميكس. لفترة وجيزة، تسبب هذا الإجراء في مقاطعة دولية للمنتجات المكسيكية في الأعوام اللاحقة، ولا سيما من جانب الولايات المتحدة والمملكة المتحدة وهولندا، إلا أنه جرى تسوية الخلافات مع الشركات الخاصة بشأن التعويض في أعقاب اندلاع الحرب العالمية الثانية وقيام التحالف بين المكسيك والحلفاء. في الوقت الحاضر، يُعد تاريخ 18 مارس ذكرى سنوية ويوم عطلة وطنية في المكسيك.

## خلفية
في 16 أغسطس 1935، جرى تشكيل اتحاد عمال النفط المكسيكي، وشرع في إجراءاته الأولى بكتابة مشروع عقد مطول أُحيل إلى شركات النفط مطالبًا بجعل عدد ساعات العمل 40 ساعة خلال الأسبوع، ومنح العمال راتبًا كاملًا في حالة الإجازات المرضية، ودفع 65 مليون بيزو للحصول على الاستحقاقات والأجور. رفضت شركات النفط الأجنبية التوقيع على هذا الاتفاق، وعرضت دفع مبلغ 14 مليون بيزو مقابل الأجور والاستحقاقات.
في 3 نوفمبر 1937، طالب الاتحاد الشركات بالتوقيع على الاتفاق الجماعي وفي 17 مايو، دعا الاتحاد العمال إلى الإضراب في حالة عدم تلبية الشركات للمطالبات. في 28 مايو دخل الإضراب حيز التنفيذ في جميع أنحاء البلاد.
حظي نضال العاملين في قطاع النفط بتقدير الرئيس والمواطنين على الرغم من حدوث مصاعب جراء نقص النفط. نظرًا لتلك المصاعب، وافق الاتحاد على فك الإضراب في 9 يونيو، بعد أن حثهم الرئيس على عرض قضيتهم على مجلس التحكيم والتوفيق العام. في يوليو، وبناء على تعليمات أصدرها مجلس التحكيم، جرى تشكيل لجنة من الخبراء الماليين التي شرعت بالتحقيق في الشؤون المالية لشركات النفط، وخلصت إلى أن أرباح تلك الشركات تسمح لها بسهولة أن تلبي طلبات العمال. ذكر التقرير أن شركة واحدة فقط حققت أرباحًا سنوية تجاوزت 55 مليون بيزو، وهي شركة إل أغيلا. خلص مجلس التحكيم إلى أنه يتعين على شركات النفط أن تدفع 26 مليون بيزو مقابل أجور واستحقاقات العمال. بيد أن الشركات أصرت على أنه من شأن تلك المطالبات أن تؤدي إلى تعطيل الإنتاج وإفلاسه، ورفضت الدفع. تدخل الرئيس المكسيكي مجددًا للتوسط بين الطرفين، واجتمع مع ممثلي شركات النفط في القصر الوطني في 2 سبتمبر. خلال هذا الاجتماع، اعترض أحد ممثلي شركة إل أغيلا على وصفها بأنها شركة أجنبية، وذكر أن إل أغيلا شركة مكسيكية. ردًا على ذلك، عرض خيسوس سيلفا هيرزوغ (أحد الحضور في الاجتماع) مقالة صادرة عن صحيفة مالية من لندن استشهدت بتقرير من صحيفة رويال داتش شيل في عام 1928، ورد فيها: «حصلت شركتنا المكسيكية التابعة، شركة نفط إل أغيلا، على عائدات جيدة أثناء السنة المالية الأخيرة». جرى التوضيح أن شركة إل أغيلا دي مكسيكو تحدد سعر برميل النفط بـ 1.96 عند بيعه إلى شركة النسر للنقل البحري. كان هذا السعر أقل من القيمة السوقية البالغة 3.19 دولارات للبرميل. وبهذه الطريقة، تمكنت الشركة من إخفاء الأرباح عن الخزانة المكسيكية، ووفرت على نفسها الضرائب.
في 8 ديسمبر، عيّنت الشركات عاملين آخرين عاطلين عن العمل ولم تستجِب لمطالب مجلس التحكيم. في 18 ديسمبر 1937، أصدر مجلس الإدارة قرارًا لصالح الاتحاد من خلال فرض «حكم ملزم بموجب قرار التحكيم» طالب فيه الشركات بالوفاء بمطالبات الاتحاد ودفع 26 مليون بيزو على هيئة رواتب مفقودة. رفعت شركات النفط دعوى قضائية في 2 يناير 1938 أمام المحكمة العليا المكسيكية لحماية ممتلكاتها من اتحاد العمال ومجلس التحكيم، إلا أن المحكمة رفضت الدعوى.
في أعقاب ذلك، تمردت الشركات الأجنبية ضد العقد المفروض، واستجابت السلطة القضائية العليا باتخاذ قرار في 1 مارس، ومنحت الشركات مهلة حتى 7 مارس لدفع عقوبة 26 مليون بيزو.
في عام 1935، كانت جميع الشركات العاملة في مجال استخلاص النفط ومعالجته وتصديره في المكسيك شركات أجنبية برأس مال أجنبي. حاولت هذه الشركات عرقلة إنشاء نقابات عمالية واستخدمت أساليب قانونية وغير قانونية لتحقيق بذلك. غير أنه أمكن إنشاء اتحادات فردية داخل كل شركة، مع اختلاف ظروف العمل فيما بينها.
في 27 ديسمبر 1935، جرى إنشاء نقابة عمال النفط الموحدة المكسيكية، على الرغم من المعارضة القانونية التي واجهتها في ولايتي تاماوليباس وفيراكروز. في 29 يناير 1936، انضمت النقابة إلى لجنة الدفاع البروليتاري، والتي أصبحت في فبراير اتحاد العمال المكسيكيين. في 20 يوليو، احتفلت النقابة بعقد باتفاقيتها الأولى، والتي اقترحت فيها مشروع تنظيم العقود العامة لكل شركة نفطية، وقررت الإضراب عن العمل من أجل التوصل إلى اتفاق.
توسط لازارو كارديناس بين النقابة وشركات النفط لفرض اتفاق على العقد. تأخر الإضراب لمدة ستة أشهر، ولكن الشركات لم توافق على العقد، وحدث الإضراب في 28 مايو. دخلت البلاد بأسرها في حالة شلل لمدة 12 يومًا، ولم يتمكن المستهلكون من شراء البنزين. أقنع كارديناس النقابة بإنهاء الإضراب إلى أن تتخذ الشركات قرارًا. غير أن الشركات أعلنت عن عدم قدرتها على تلبية الطلبات بسبب المصاعب المالية التي تواجهها. أمر كارديناس بإجراء تحقيق بشأن ذلك، وفي 3 أغسطس، خلصت النتائج إلى أن قطاع النفط المكسيكي حقق عائدات تجاوزت عائدات قطاع النفط في الولايات المتحدة.

## النزاعات القانونية
عقب نشر نتائج التحقيق، هددت شركات النفط بمغادرة المكسيك وسحب جميع رؤوس أموالها من البلاد. لم يكن بإمكان الهيئة الحكومية المسؤولة عن النزاع بين هذه الشركات والنقابة، وهو المجلس الاتحادي للتوفيق والتحكيم، من اتخاذ قرار سريع بشأن ذلك، وفي 8 ديسمبر، أعلنت النقابة إضرابًا لمدة 24 ساعة احتجاجًا على ذلك.
في 18 ديسمبر، أعلن مجلس التحكيم قراره الذي كان في صالح النقابة. أرغم القرار شركات النفط على دفع 26 مليون بيزو من الأجور المفقودة للعمال بسبب الإضراب، ولكنها استأنفت الحكم أمام المحكمة العليا. رفضت المحكمة العليا الاستئناف وأمرت الشركات بزيادة الرواتب وتحسين ظروف أعضاء النقابة من العمال. احتجت شركات النفط على هذا القرار وتدخل الرئيس كارديناس من أجل التوصل إلى حل وسط، وقبلت النقابة بمبلغ 26 مليون بيزو. اقترح الرئيس كارديناس إنهاء الإضراب في حال دفعت شركات النفط المبلغ. وفقًا لشهود على تلك الجلسة، سأل ممثلو شركات النفط الرئيس «من بإمكانه ضمان انتهاء الإضراب؟»، فأجاب الرئيس «أنا، رئيس الجمهورية». بعد أن سأل رجال الأعمال بسخرية «أنت؟»، فضّ الرئيس كارديناس الاجتماع قائلًا: «سيدي، لقد اكتفينا!» وأصدر قرارًا بنزع ملكية قطاع النفط من الشركات الأجنبية وإنشاء شركة نفط وطنية هي شركة بيميكس.